# Onlineverlag
Ein Onlineverlag ist eine Sonderform eines Verlages, die ausschließlich Publikationen im Internet anbietet und gänzlich auf Printausgaben verzichtet. Onlineverlage werden mit anderen Verlagsarten kombiniert.

## Vorteile eines Onlineverlages
- Es ist ständige Verfügbarkeit des Onlineangebots möglich.
- Es fallen keine Druck- und Vertriebskosten an.
- Für einen Download können Gebühren erhoben werden, wenn es klar aus den Allgemeinen Geschäftsbedingungen ersichtlich ist.

## Nachteile eines Onlineverlages
- Nicht jeder potenzielle Kunde hat Zugriff auf das Internet bzw. will darüber Geschäfte abschließen.